# Andrij Tełesnenko
Andrij Wasylowycz Tełesnenko, ukr. Андрій Васильович Телесненко, ros. Андрей Васильевич Телесненко, Andriej Wasiljewicz Tielesnienko (ur. 12 kwietnia 1966 w Odessie, Ukraińska SRR) – ukraiński piłkarz, grający na pozycji obrońcy, reprezentant Ukrainy, trener piłkarski.

## Kariera piłkarska

### Kariera klubowa
Wychowanek SDJuSzOR Czornomoreć Odessa. Pierwsze trenerzy - H.F.Krywenko i O.H.Szczupakow. Najpierw występował w drużynie rezerwowej Czornomorca. W 1987 przeszedł do Sudnobudiwnyk Mikołajów, a w następnym sezonie powrócił do Odessy i debiutował w podstawowym składzie Czornomorca. Potem w 1992 i 1993 wyjeżdżał do Finlandii, gdzie bronił barw AC Oulu, ale zawsze wracał do Czornomorca. W 1995 wyjechał ponownie zagranicę, gdzie bronił barw izraelskiego Hapoelu Beer Szewa, rosyjskiego Sojuz-Gazpromu Iżewsk i mołdawskiego Zimbru Kiszyniów. W 2001 powrócił do Ukrainy, gdzie zakończył karierę piłkarską w zespole Dnister Owidiopol.

### Kariera reprezentacyjna
26 sierpnia 1994 debiutował w drużynie narodowej Ukrainy w zremisowanym 1:1 meczu towarzyskim ze Zjednoczonymi Emiratami Arabskimi.

## Kariera trenerska
Jeszcze będąc piłkarzem Dnistra Owidiopol łączył również funkcje asystenta trenera. Potem od marca 2006 pracował w sztabie szkoleniowym Czornomorca Odessa. Od grudnia 2008 poszukuje talenty dla Czornomorca.

## Sukcesy i odznaczenia

### Sukcesy klubowe
- wicemistrz Ukrainy: 1995
- brązowy medalista Mistrzostw Ukrainy: 1994
- zdobywca Pucharu Ukrainy: 1994
- zdobywca Pucharu Totto Izraela: 1996
- mistrz Mołdawii: 1998, 1999, 2000
- wicemistrz Mołdawii: 2001
- zdobywca Pucharu Mołdawii: 1998
- finalista Pucharu Mołdawii: 2000
- finalista Pucharu Mistrzów WNP: 2000

### Odznaczenia
- tytuł Mistrza Sportu ZSRR: 1990